# أوتو هوفمان
أوتو هوفمان (بالإنجليزية: Otto Hoffman) مواليد 02 مايو 1879 في نيويورك، الولايات المتحدة - الوفاة 23 يونيو 1944 في لوس أنجلوس، هو ممثل أمريكي بدأ مسيرته الفنية سنة 1915. ظهر في قرابة 199 فيلما. امتدت مسيرته الفنية لأكثر من 29 عاما.

## الأعمال
- ذا برونز بيل
- اعترافات ملكة

## روابط خارجية
- أوتو هوفمان على موقع IMDb (الإنجليزية)
- أوتو هوفمان على موقع قاعدة بيانات برودواي على الإنترنت (الإنجليزية)
- أوتو هوفمان على موقع قاعدة بيانات برودواي على الإنترنت (الإنجليزية)
- أوتو هوفمان على موقع قاعدة بيانات الفيلم (الإنجليزية)